# Adonis flammea
Adonis flammea es una especie perteneciente a la familia Ranunculaceae.

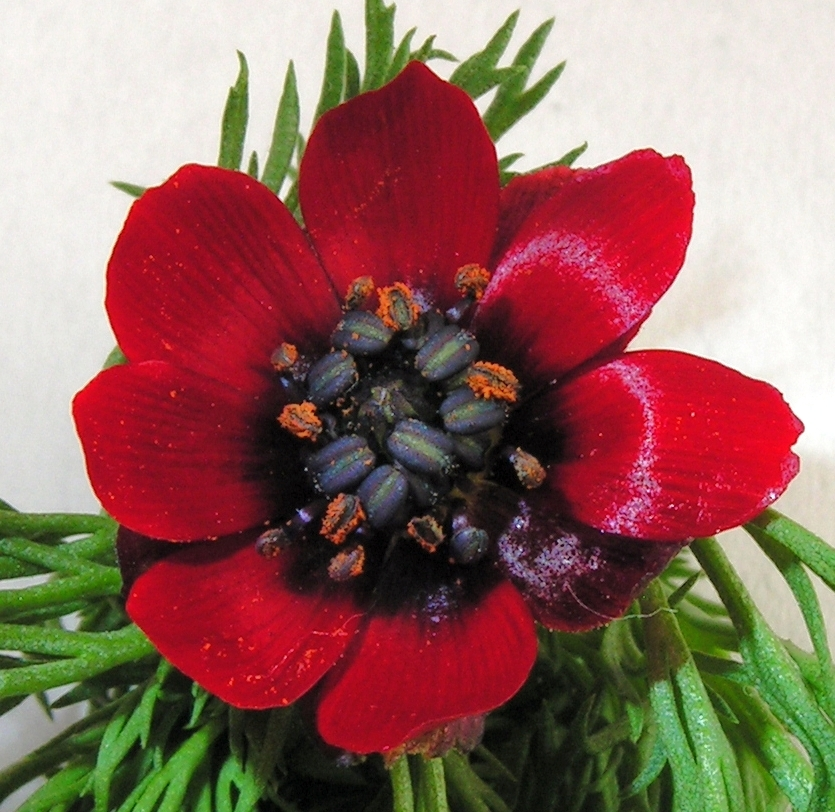
Detalle de la flor

## Descripción
Hierba anual de características muy similares a Adonis aestivalis, con flores de 2-3 cm de diámetro, generalmente con pétalos de color escarlata, desiguales, estrechos y oblongos; sépalos pelosos, adheridos a los pétalos (sépalos extendidos en A. aestivalis). Se distingue por sus poliaquenios que tienen una protuberancia redondeada justo debajo del pico moteado de negro. 

Florece en primavera y verano.
Citología
Número de cromosomas: 2n = 32

## Distribución y hábitat
Centro y sur de Europa. En campos de tierra caliza.

## Taxonomía
Adonis flammea, fue descrita  por Nikolaus Joseph von Jacquin y publicada en Florae Austriaceae 4: 29, en el año 1776.
Etimología
flammea: epíteto latino que significa "como una llama".

## Sinonimia
- Adonis anomala Wallr.
- Adonis caudata Steven
- Adonis flammea var. anomala (Wallr.) Beck
- Adonis flammea var. citrina (DC.) Bonnier
- Adonis flammea subsp. cortiana C. H. Steinb.
- Adonis flammea var. cortiana (C.H.Steinb.) W.T.Wang
- Adonis flammea var. pallida Gren. & Godr.
- Adonis flammea var. polypetala Lange
- Adonis flammea subsp. polypetala (Lange) C.H.Steinb.
- Adonis involucrata S.Pons[6]

## Nombres comunes
Cantárigas, ojos de perdiz, relámpago, rosa del diablo, saltaojos.